# عبد الحميد عبد الحق
عبد الحميد عبد الحق باشا من مواليد (مدينة أبو قرقاص في محافظة المنيا) كان محاميا مصريا ونقيبا للمحامين كما كان سياسيا وعضوا في مجلس النواب. وهو الشقيق الأكبر للفنان عبد العظيم عبد الحق. تم انتخابه في مجلس النواب لعدة دورات. تولى وزارة الشئون الاجتماعية ثم وزارة الأوقاف في عهد حكومة الوفد برئاسة مصطفى النحاس باشا ووزارة التموين من في حكومة إبراهيم عبد الهادي باشا.

## أهم أعماله
- إلغاء البغاء في مصر
- إنشاء مدينة المهندسين بالجيزة

## أهم المناصب التي تولاها
- رئاسة اللجنة المالية بمجلس النواب
- وزارة الأوقاف
- وزارة الشئون الاجتماعية
- وزارة التموين
- نقيب المحامين